# Masturbate-a-thon

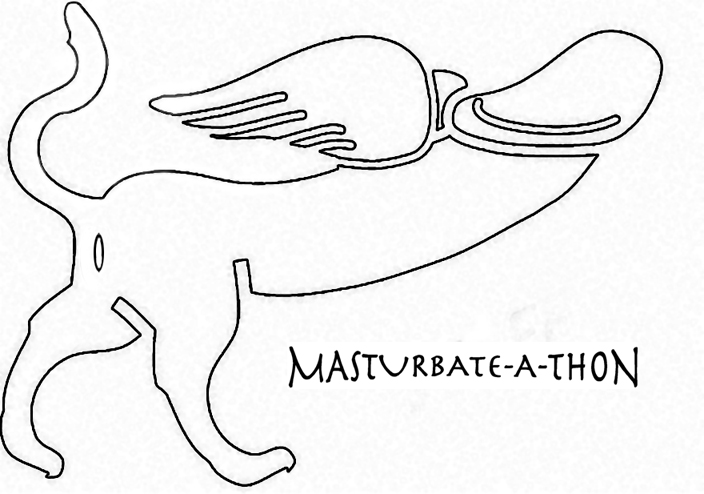
Logo original du Masturbate-a-thon, créé à partir d'un ancien porte-bonheur romain.

Le Masturbate-a-thon est un événement créé aux États-Unis en 2000, lors duquel les participants se masturbent afin de récolter de l'argent pour des œuvres de charité et de banaliser une pratique sexuelle encore entourée de honte et de tabous.
Le 5 août 2006, le premier Masturbate-a-thon européen a lieu à Londres. Il devait être couvert par la chaîne britannique Channel 4 dans le cadre d'une série de programmes intitulée Wank Week (en) (« semaine de la branlette »), mais sa diffusion a été abandonnée. De nombreuses personnes collectèrent de l'argent au profit de l'association caritative Terrence Higgins Trust et de l'ONG Marie Stopes International, dont l’objet est la promotion de la santé sexuelle et reproductive. 

## Histoire
C'est à l'initiative de Carol Queen et Robert Lawrence qu'a lieu le premier Masturbate-a-thon, en 2000. Cet événement annuel serait, selon ses organisateurs, un moyen d'utiliser le plaisir pour promouvoir le sexe sûr et lever l'interdit qui pèse sur l'auto-érotisme.
Depuis sa création, le Masturbate-a-thon a récolté plus de 25 000 USD dédiés à la prévention du Sida, à des organisations d'éducation et de traitement, et a contribué à débattre sur le sexe sûr et les alternatives sûres de certaines pratiques sexuelles.